# 終わらざりし物語
『終わらざりし物語』（おわらざりしものがたり、原題: Unfinished Tales）は、J・R・R・トールキンの作品集である。副題を含む原題はUnfinished Tales of Númenor and Middle-earth（ヌーメノールと中つ国の終わらない物語）。トールキンの遺した草稿をクリストファ・トールキンが編纂し、1980年に出版された。
物語が全体として一貫した作品となるように修正が加えられた『シルマリルの物語』とは異なり、『終わらざりし物語』はトールキンの著作をそのまま提示している。ただしトールキンには草稿を書きながらキャラクターの名前を変えて試してみるという混乱させるような癖があったため、名前の変更などの修正は行われている。このため、記述の一部は不完全な物語であり、一部は中つ国に関する「事実」を集めたものとなっている。それぞれの話の後には編者による矛盾した点や不明瞭な点を説明した長いいくつもの注釈がつけられている。
『シルマリルの物語』と同じく、クリストファ・トールキンによる『終わらざりし物語』の編集と出版はトールキンの遺稿の研究を終える前に行われた。編集上の一貫性の欠落という欠点はあるが、『終わらざりし物語』は『指輪物語』においてわずかにしか説明されていなかった登場人物や出来事、場所について詳細な情報を提示している。ガンダルフとイスタリ（魔法使い）の起源、イシルドゥアの死とあやめ野での一つの指輪の喪失、ローハン王国の建国などの物語は中つ国に関する知識を広げる助けとなった。
特筆すべきはアルダリオンとエレンディスの物語である。これは没落前のヌーメノールの唯一の物語である。ヌーメノールの地図もこの本に含まれている。
『終わらざりし物語』の商業的な成功は、トールキンの死後もその作品に関する需要が存在するだけでなく、大きくなっていることを示した。この結果を受けてクリストファ・トールキンはより野心的な12巻からなる『中つ国の歴史』（日本語訳未刊）に着手した。この作品は中つ国に関するトールキンの著作のほとんどを網羅している。

## 内容
第一部：第一紀
- トゥオルおよびかれがゴンドリンを訪れたこと
- ナルン・イ・ヒーン・フーリン（Narn i Hîn Húrin、フーリンの子らの物語）

第二部：第二紀
- ヌーメノールの島について
- アルダリオンとエレンディス: 船乗りの妻
- エルロスの家系: ヌーメノールの諸王 アルメネロスの都の創建から没落まで
- ガラドリエルとケレボルンの歴史およびローリエンの王アムロスのこと

第三部：第三紀
- あやめ野の凶事
- キリオンとエオル、およびゴンドールとローハンの友情
- エレボールへの遠征
- 指輪狩り
- アイゼンの浅瀬の合戦

第四部
- ドルーアダン
- イスタリ
- パランティーア

### 日本語訳
- 『終わらざりし物語』 山下なるや訳、河出書房新社（上下）、2003年 ISBN 4-309-20396-5/ISBN 4-309-20397-3

- クリストファ・トールキン編。新版・河出文庫（上下）、2022年